# A Haunting in Venice
A Haunting in Venice is een Amerikaanse film uit 2023, geregisseerd door Kenneth Branagh. De film is losjes gebaseerd op de roman Hallowe'en Party (Nederlandse titel: De versierde bezemsteel) van Agatha Christie uit 1969. Het dient als vervolg op Death on the Nile (2022) en is de derde film waarin Branagh opnieuw zijn rol vertolkt als de Belgische detective Hercule Poirot.

## Verhaal
Het verhaal speelt zich af in 1947. Hercule Poirot heeft zich nu teruggetrokken in Venetië. Hij huurde een voormalige lokale politieagent, Vitale Portfoglio, in als lijfwacht om iedereen tegen te houden die hem een nieuwe zaak wilde aanbieden. In deze door de Tweede Wereldoorlog verwoeste stad krijgt hij nog steeds bezoek van zijn succesvolle schrijver-vriendin Ariadne Oliver. Deze laatste wil absoluut dat hij haar vergezelt naar een spiritismesessie in een oud, zogenaamd spookachtig palazzo op Halloween. Ariadne Oliver wil koste wat het kost bewijzen dat het medium Joyce Reynolds een leugenaar en oplichter is.
De sessie wordt georganiseerd door Rowena Drake, een operazangeres die hoopt te communiceren met haar overleden dochter Alicia, die blijkbaar een jaar eerder zelfmoord heeft gepleegd.
Vergezeld door juffrouw Oliver en zijn Italiaanse lijfwacht ontmoet Hercule Poirot in het palazzo de minnares van de plaats, haar gouvernante Olga Seminoff, dr. Leslie Ferrier en haar begaafde jonge zoon Leopold, evenals Maxime Gérard, de ex-verloofde van 'Alicia. 's Avonds arriveert Joyce Reynolds, vergezeld van haar assistent. Poirot slaagt er snel in het bedrog te bewijzen, maar er doen zich vreemde verschijnselen voor, waardoor hij sceptisch en verontrust wordt. Bovendien komt rond middernacht Joyce Reynolds om het leven, Hercule Poirot zal dan weer in dienst moeten komen.

## Rolverdeling
| Acteur             | Personage          |
| ------------------ | ------------------ |
| Kyle Allen         | Maxime Gerard      |
| Kenneth Branagh    | Hercule Poirot     |
| Camille Cottin     | Olga Seminoff      |
| Jamie Dornan       | Dr. Leslie Ferrier |
| Tina Fey           | Ariadne Oliver     |
| Jude Hill          | Leopold Ferrier    |
| Ali Khan           | Nicholas Holland   |
| Emma Laird         | Desdemona Holland  |
| Kelly Reilly       | Rowena Drake       |
| Riccardo Scamarcio | Vitale Portfoglio  |
| Michelle Yeoh      | Joyce Reynolds     |

## Productie
Het project werd officieel aangekondigd in oktober 2022. De opnames begonnen in november 2022 en vond plaats in de Pinewood Studios bij Londen en Venetië.
In april 2023 werd Hildur Guðnadóttir aangekondigd als componiste voor de filmmuziek, als vervanger voor Patrick Doyle, de frequente medewerker van Kenneth Branagh.

## Release
De film ging in première op 11 september 2023 in de Odeon Luxe Leicester Square bioscoop op West End in Londen, waarbij geen van de castleden aanwezig was vanwege de SAG-AFTRA-staking van 2023.

## Ontvangst
Op Rotten Tomatoes heeft A Haunting in Venice een waarde van 76% en een gemiddelde score van 6,50/10, gebaseerd op 292 recensies. Op Metacritic heeft de film een gemiddelde score van 63/100, gebaseerd op 52 recensies.

## Prijzen en nominaties
De belangrijkste:
| Jaar | Prijs                           | Categorie                             | Genomineerde(n)    | Uitslag  |
| ---- | ------------------------------- | ------------------------------------- | ------------------ | -------- |
| 2023 | Hollywood Music in Media Awards | Original Score — Horror/Thriller Film | Hildur Guðnadóttir | Gewonnen |